# Polygala michoacana
Polygala michoacana är en jungfrulinsväxtart som beskrevs av Robinson och Seaton. Polygala michoacana ingår i släktet jungfrulinssläktet, och familjen jungfrulinsväxter. Inga underarter finns listade i Catalogue of Life.